# 大屋香里
大屋 香里（おおや かおり、1985年12月9日 - ）は、エフエム山形のアナウンサー。

## 経歴
新潟県魚沼市出身。大学卒業後の2008年10月、エフエム徳島に入社した。入社直後にT-Crossの月・火曜日を担当するが、2009年3月31日をもって番組を卒業し、4月1日より昼のMV CLUBに移った。
2010年3月にエフエム徳島を退社後、2011年4月にエフエム山形へ移籍した。

## 現在の担当番組
- Love♪Green（月・火曜日）
- SOUND PARTY（木曜日）

## 過去の担当番組

### エフエム徳島時代
- MV CLUB
- サウンド・ウェーブ
- 心の手紙
- FM徳島ニュース
- T-Cross